# Maison située 10 rue Dositejeva à Novi Sad
La maison située 10 rue Dositejeva à Novi Sad (en serbe cyrillique : Кућа у Доситејевој улици број 10 у Новом Саду ; en serbe latin : Kuća u Dositejevoj ulici broj 10 u Novom Sadu) est située à Novi Sad, la capitale de la province autonome de Voïvodine, en Serbie. En raison de sa valeur patrimoniale, elle est inscrite sur la liste des monuments culturels protégés de la République de Serbie (identifiant n° SK 2017).

## Présentation
La grande maison de ville du 10 rue Dositejeva est située dans l'actuel quartier de Salajka. Elle a été construite en 1909 sur des plans de l'architecte Lipót Berceler pour Isidor Freid ; elle est caractéristique du style Sécession,.
La façade sur rue, asymétrique, comporte trois avancées, deux à chaque extrémité et une au niveau du portail d'entrée. L'attique est richement décoré. Des fenêtres moulurées rythment la façade. Le style Sécession est particulièrement visible dans les ornements en forme de bandeaux, de guirlandes et de mascaronss.
La maison a été inscrite sur la liste des monuments culturels de la République de Serbie en 2007.

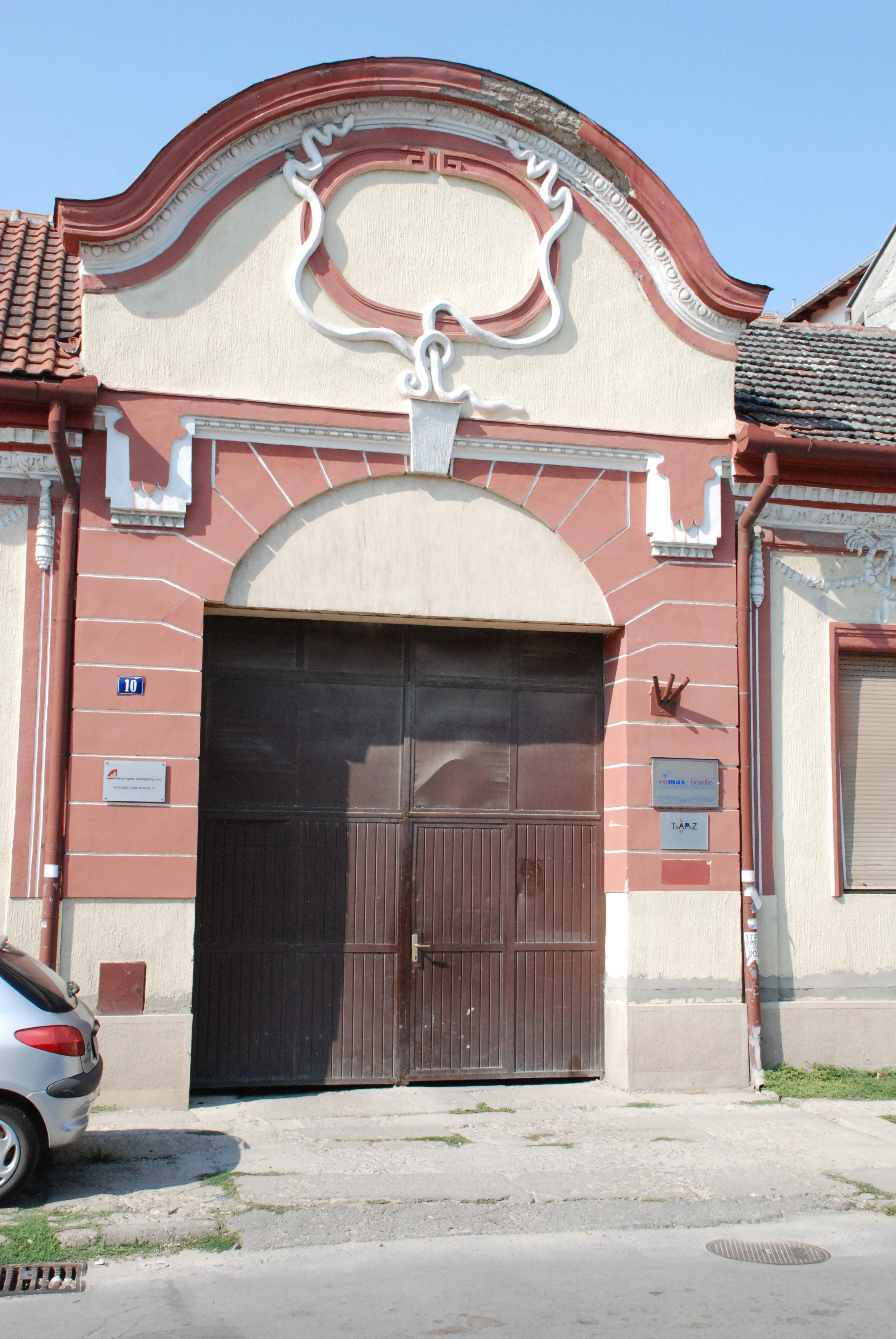
Détail du portail d'entrée